# آداخلی
آداخلی پربیننده‌ترین مجموعه تلویزیونی به زبان ترکی آذربایجانی محصول سال ۱۳۸۹ به نویسندگی، کارگردانی و تهیه‌کنندگی محسن خدابنده می‌باشد که در سیمای مرکز ارومیه تولید شد و از شبکه‌های آذری زبان و شبکه شما به کرات پخش گردید. فصل دوم این مجموعه با نویسندگی و کارگردانی محسن خدابنده به دستور ریس وقت سازمان صدا و سیما (مهندس ضرغامی) در سال ۹۲ تولید شد و به عنوان پرمخاطب‌ترین سریال سالهای اخیر آذری زبان شناخته شد.
لازم به توضیح است محسن خدابنده بین سالهای ۸۹ و ۹۲ سریال طنز «بخت ور» را هم به زبان ترکی تولید کرد؛ که با اقبال خوبی مواجه شد. از آخرین کارهای محسن خدابنده می‌توان به سریال طنز سو اشاره کرد که پخش آن اینترنتی بود و پس از سالها وقفه و دوری محسن خدابنده از عرصه ساخت سریال، مخاطبان زیادی را به خود جذب کرد. محسن خدابنده طی سالهایی که فیلم نساخته بود، به نویسندگی مشغول بود و آخرین اثر وی نمایش (نهنگ قنبر) بود که در اواخر سال۹۷ توسط گروه هنری بابک به روی صحنه رفت. وی در همان سال نمایش (حیدربابایه سلام) را در مقام تهیه کننده و پس از ۲۷ سال مجدداً در تبریز روی صحنه برد.

## بازیگران آداخلی
- پرویز ظرافت
- سمانه عباسی
- سهیل اندام
- شوکت عبدی
- شیلا نوری
- علی ضیایی
- مهناز شریفی
- فاطمه شکری
- قاسم محمدزاده
- کاظم غلامی پور
- ماهرخ رفیع زاده
- مسعود یکانی
- مهدی نجائی

- بابک نهرین
- پرویز ظرافت
- فاطمه شکری
- ماهرخ رفیع زاده
- مهناز شریفی
- قاسم محمدزاده
- محسن خدابنده
- مسعود یکانی
- محمد علی قلیان
- نوروز سلیمانی، فریبا اسکندری
- سهیل اندام
- مهدی نجایی
- الناز صابری
- شوکت عبدی
- سیما نظری
- رسول نمازی
- حیدر حاتمی
- هادی رضایی
- فاطمه امینی

## عوامل فنی
- محسن خدابنده (نویسنده، کارگردان و تهیه‌کننده)
- علی آبپاک (مدیر تصویر برداری)
- حسن سلمانی (صدا بردار)
- ناصر حسینی (مدیر تولید)
- رسول محمد خانلی (تدوین)
- لیلا قاسمی (برنامه‌ریز و دستیار اول کارگردان)
- مسعود یکانی (دستیار دوم)
- وحید معصومی (طراح صحنه)
- سعید بقالی و احمد حضرتی (موسیقی)
- جعفر احمدی (خواننده تیتراژ شروع)
- محسن خدابنده (خواننده تیتراژ پایانی)
- محمد امید (ساخت تیتراژ)
- المیرا حیدار ثانی (مسئول لباس)
- مهدی اشرفی (تدارکات)